# Oriktig uppgift vid självbetjäningstjänst
Oriktig uppgift vid självbetjäningstjänst är ett brott enligt 115 kap Socialförsäkringsbalken som trädde i kraft 1 januari 2011.
Den som vid användning av självbetjäningstjänster uppsåtligen eller av grov oaktsamhet lämnar oriktig uppgift eller förtiger sanningen döms till böter eller fängelse i högst sex månader om uppgifterna lämnas på heder och samvete och åtgärden innebär fara i bevishänseende.